# Janusz Stanecki
Janusz Stanecki (ur. 1960 w Chełmnie) – polski dyrygent, chórmistrz, profesor sztuk muzycznych w dyscyplinie dyrygentura klasyczna, wykładowca Akademii Muzycznej w Bydgoszczy.

## Działalność muzyczna
Janusz Stanecki jest absolwentem Liceum Muzycznego w Bydgoszczy (1973). W 1984 ukończył z wyróżnieniem studia na Wydziale Dyrygentury Chóralnej i Edukacji Muzycznej Akademii Muzycznej w Bydgoszczy w klasie prof. Jerzego Zabłockiego. Rok później uzyskał drugi dyplom na Wydziale Instrumentalnym tej uczelni w specjalności akordeon. Jest również absolwentem Podyplomowego Studium Chórmistrzowskiego (1988) w klasie dyrygentury, prowadzonego przez bydgoską uczelnię i Centrum Animacji Kultury w Warszawie.
Jest dyrygentem i animatorem chóralistyki w regionie kujawsko-pomorskim. Od 1982 prowadził bądź współpracował jako dyrygent z: bydgoskim Kameralnym Chórem Akademickim (1982–1984), Chórem Akademickim ATR w Bydgoszczy (1984–1989), chórem „Arion” przy Filharmonii Pomorskiej (1981–1987), Chórem Akademickim Akademii Muzycznej w Bydgoszczy (1985–1995), Chórem Kameralnym Akademii Muzycznej w Bydgoszczy (od 1986) i Chórem Akademii Medycznej w Bydgoszczy (od 1989). Był inicjatorem i dyrektorem odbywających się w latach 1992–1998 czterech edycji Międzynarodowych Spotkań Chóralnych ,,Arti et Amicitiae”. Jest autorem wydanej w Bydgoszczy przez Wydawnictwo „Pomorze” książki Płyń o polska pieśni, płyń (1998) i wielu artykułów dotyczących chóralistyki. Jako dyrygent zasiada w jury wielu festiwali i konkursów w regionie i kraju, jak np. „Legnica Cantat”, Ogólnopolski Konkurs Chórów a Cappella Dzieci i Młodzieży, Bydgoskie Impresje Muzyczne. W latach 1995–1999 pełnił funkcję prezesa zarządu Oddziału PZChiO w Bydgoszczy, a w latach 1997–2000 był członkiem Zarządu Głównego PZChiO w Warszawie.
Janusz Stanecki ma w swoim dorobku artystycznym i pedagogicznym liczne nagrody i wyróżnienia: nagrody prezydenta miasta Bydgoszczy, wojewody bydgoskiego i rektora Akademii Muzycznej im. F. Nowowiejskiego w Bydgoszczy. W tej uczelni zatrudniony jest od 1986 jako wykładowca przedmiotów: nauka dyrygowania i metodyka prowadzenia zespołów chóralnych. W latach 1993–1999 oraz 2005–2012 był dziekanem Wydziału Dyrygentury Chóralnej, a następnie prorektorem ds. artystycznych. Na lata 2024–2028 ponownie powierzono mu funkcję dziekana tegoż wydziału. W latach 2000 i 2002 był dyrektorem organizowanego przez Akademię Muzyczną w Bydgoszczy Festiwalu Laureatów Konkursów Muzycznych. Uczestniczył w międzynarodowych seminariach chóralnych.
W 1999 otrzymał z rąk Prezydenta RP tytuł profesora. Największe sukcesy odnosi jako dyrygent Chóru Kameralnego Akademii Muzycznej w Bydgoszczy oraz z Chórem Akademii Medycznej w Bydgoszczy, także na arenie międzynarodowej.